# 1923 في إسبانيا
فيما يلي قوائم الأحداث التي وقعت خلال عام 1923 في إسبانيا.

## سياسة

### تعيين في المنصب
- 1 يناير – ألفارو دي فيجويرا وتورس President of the Senate of Spain [الإنجليزية]‏، عضو مجلس الشيوخ الإسباني  [لغات أخرى]‏.
- 29 أبريل – رفاييل سانتشيث غيرا member of the Congress of Deputies  [لغات أخرى]‏.
- 1 سبتمبر – ميغيل بريمو دي ريفيرا .

### انتهاء فترة المنصب
- 1 يناير – ألفارو دي فيجويرا وتورس President of the Senate of Spain [الإنجليزية]‏، عضو مجلس الشيوخ الإسباني  [لغات أخرى]‏،member of the Congress of Deputies  [لغات أخرى]‏.
- 1 يناير – أنطونيو مورا member of the Congress of Deputies  [لغات أخرى]‏.
- 1 يناير – سانتياغو رامون إي كاخال عضو مجلس الشيوخ الإسباني  [لغات أخرى]‏.
- 15 سبتمبر – بابلو إيغليسياس member of the Congress of Deputies  [لغات أخرى]‏.
- 15 سبتمبر – رفاييل سانتشيث غيرا member of the Congress of Deputies  [لغات أخرى]‏.

## مواليد

### يناير
- 21 يناير – باهينيو
- 21 يناير – لولا فلوريس[1]

### فبراير
- 14 فبراير – خوان أكونيا لاعب كرة قدم إسباني.

### مايو
- 6 مايو – جوزيب سيغور

### نوفمبر
- 9 نوفمبر – غابرييل ألونسو لاعب كرة قدم إسباني.[2]
- 28 نوفمبر – إيميليو رودريغيث درّاج طريق إسباني.

### ديسمبر
- 10 ديسمبر – جورج سمبران كاتب إسباني.[3]
- 23 ديسمبر – خوسيه سيرا جيل دراج إسباني.[4]

## وفيات

### فبراير
- 2 فبراير – مانويل مورجيا (مواليد 1833) كاتب إسباني.

### أغسطس
- 10 أغسطس – خواكين سورويا (مواليد 1863) رسام إسباني.[5]